# 干驿镇
乾驛鎮，是中华人民共和国湖北省天门市下辖的一个乡镇级行政单位。
上古時代，此處是雲夢澤中一環水灘涂，晴日，常有漁民到此曬網，做飯，修理漁具船隻，以其地貌與功能稱為晴灘，由於古漢水（牛蹄支河前身）擦晴灘南部邊沿而過，在洪水作用下，晴灘成了漢水邊不被水淹的乾燥河灘，漸有人群定居，故改稱乾灘。宋初在此設乾灘鎮，簡稱乾鎮。明成化十七年設驛，稱乾灘驛，亦稱乾鎮驛，簡稱乾驛。解放戰爭時期，正式稱作乾驛鎮。

## 行政区划
乾驛鎮下辖以下地区：
古晴滩社区、文昌阁社区、八团村、汪河村、油榨村、月池村、小河村、晴滩村、夹洲村、周口村、刘洲村、河心村、蒋寨村、刘弹村、鲍夹村、陈张村、苏畈村、杨台村、卢岭村、社湖岭村、禾呈村、西湾村、朝门村、古老村、朱岭村、新堰村、史岭村、六湾村、陈岭村、九岭村、沙嘴村和杨巷村。